# Morton Smith
Morton Smith, född 28 maj 1915 i Philadelphia, Pennsylvania, död 11 juli 1991 på Manhattan i New York, var en amerikansk professor i antikens historia vid Columbia University i New York.
Morton Smith var expert på antikens historia med inriktning på judendomen, kristendomen och mysteriekulter. Han anses vara en av 1900-talets mest framstående forskare inom  den tidiga kristendomens historia och som en historiker med mycket omfattande kännedom om antiken. Hans vetenskapliga bidrag spänner över många forskningsfält, som den grekiska och romerska antikens litteratur, Nya testamentet, patristiken och judendomen.
Morton Smith var också en manuskriptjägare som reste, undersökte och katalogiserade många handskriftssamlingar i kloster och bibliotek i Europa och Mellanöstern. Det var i samband med en sådan resa 1958 som han upptäckte det som han skulle bli mest känd för. I munkklostret Mar Saba i Israel fann han ett brev som uppgavs vara skrivet av den kristne teologen och filosofen Klemens av Alexandria (omkring 150–215), som under en period var verksam som ledare för kateketskolan i Alexandria. Brevet innehöll två utdrag ur en längre utgåva av Markusevangeliet, en text som Smith valde att benämna Hemliga Markusevangeliet (”Secret Gospel of Mark”).

## Biografi
R. Morton Smith föddes i Philadelphia, Pennsylvania i USA, den 28 maj 1915. Hans föräldrar var Rupert H. Smith, ägare till en firma som tillverkade målat glas och Mary Smith, född Funk. Smith växte upp i en religiös miljö där särskilt hans mor var aktiv i den swedenborgianska Nya kyrkan i Bryn Athyn, Pennsylvania. Som ung var Smith djupt religiös med en dragning åt det mystiska, och väl på college hade han bestämt sig för att bli präst i episkopalkyrkan.

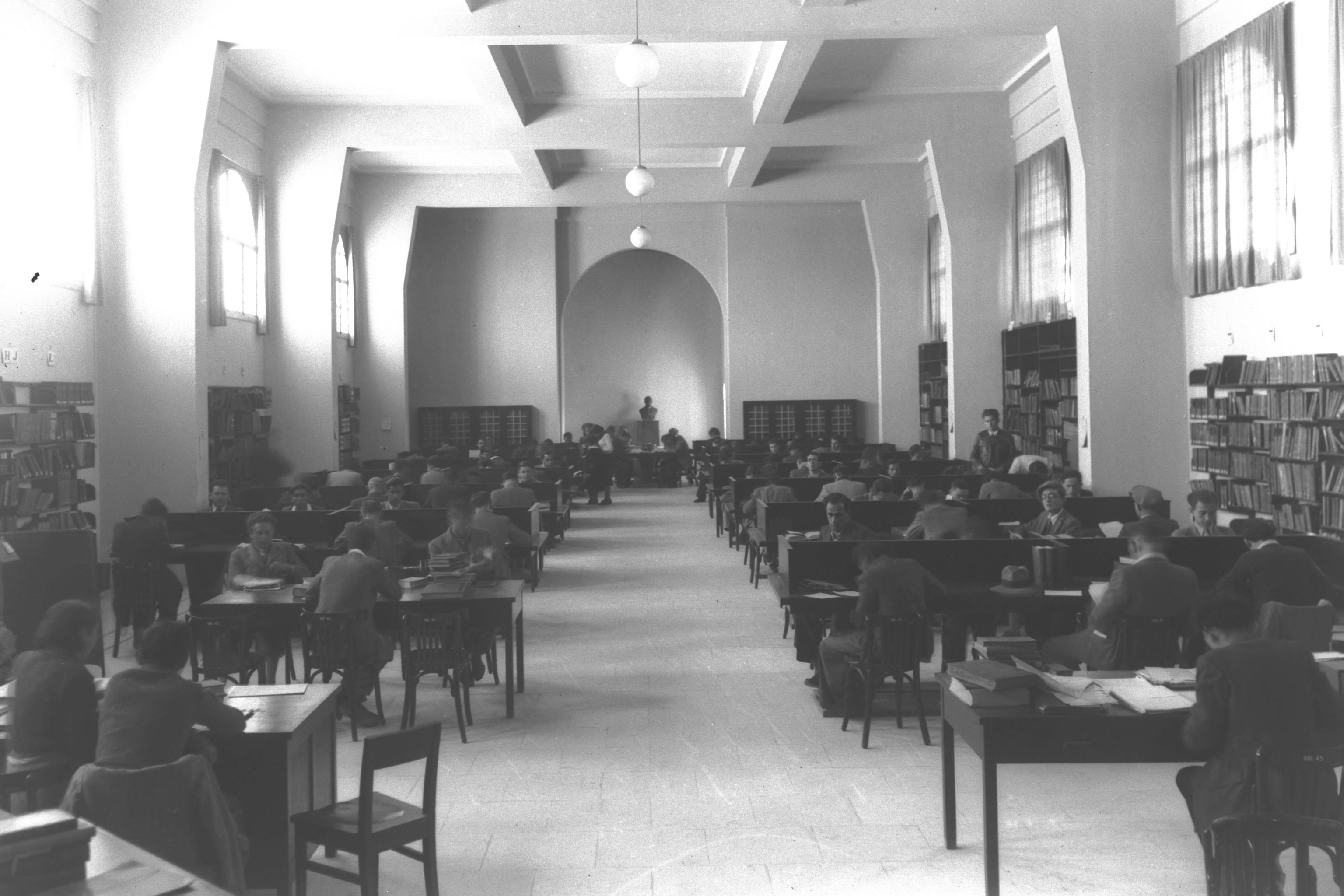
Den stora läsesalen på nationalbiblioteket vid Hebreiska universitetet i Jerusalem år 1940, det år Morton Smith påbörjade sina studier där.

Från 13 års ålder 1928 fram till 17 års ålder 1932 studerade Smith på Academy of the New Church i Bryn Athyn, en förberedande utbildning för college som närmast kan jämföras med svenskt gymnasium. Det ingick för Smith att som förstaårselev läsa hebreiska i ett år som grund för studierna i Gamla testamentet och för att bättre kunna förstå Nya kyrkans hebreiska psalmer.
Därefter fortsatte Smith sina studier på Harvard College vid Harvard University i Cambridge, Massachusetts med engelskspråkig litteratur som huvudämne och år 1936, vid 21 års ålder, avlade han ”med stort beröm” (magna cum laude) filosofie kandidatexamen (Bachelor of Arts). Efter att ha rest i ett år inledde han året därpå (1937) på allvar sina studier vid Harvard Divinity School (del av Harvard University), där han under ledning av Henry Cadbury (1883–1974) studerade Nya testamentet, under ledning av Harry A. Wolfson (1887–1974) judendomen och dessutom under ledning av Arthur Darby Nock (1902–1963) grekisk-romersk religion. År 1940 gjorde han uppehåll i sina studier på Harvard för fortsatta studier i Jerusalem, men återvände 1944 och avlade 1945 ”med beröm” (cum laude) en teologie kandidatexamen (Bachelor of Sacred Theology).

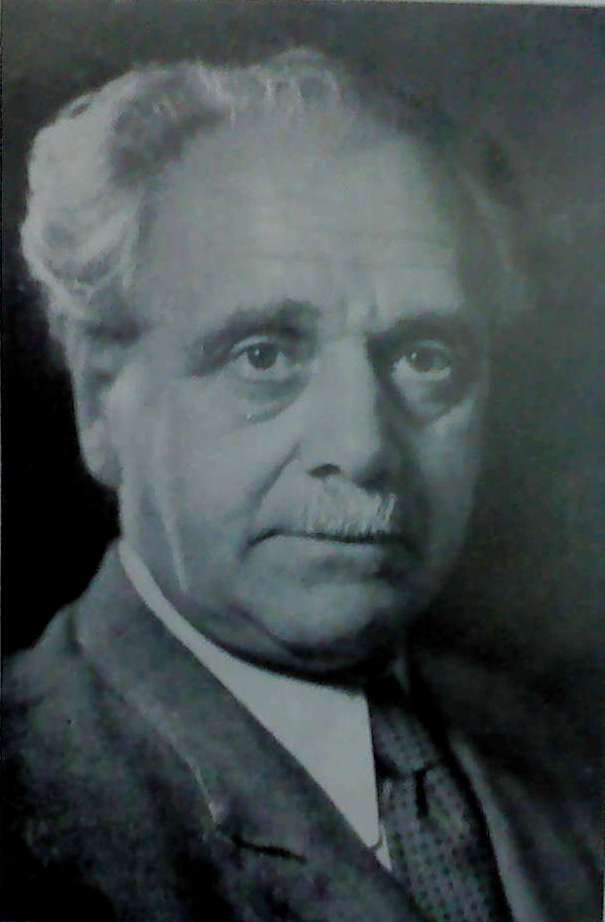
Moshe Schwabe, Smiths handledare i Jerusalem.

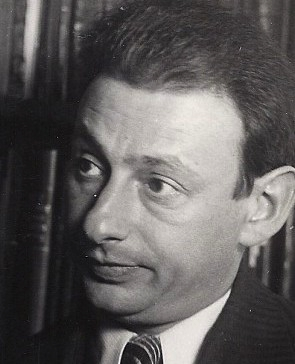
Smiths vän Gershom Scholem (1935). Deras brevväxling 1945–1982 finns utgiven.

Smith, som utöver första årets hebreiskastudier på Academy of the New Church också studerat hebreiska under Wolfson i två år och skaffat sig grundläggande kunskaper i språket, erhöll ett stipendium som möjliggjorde att han kunde resa till Jerusalem för att studera vid Hebreiska universitetet 1940–1942. Där kom han att studera hellenistisk judendom under Moshe Schwabe (1889–1956) och Hans (Yohanan) Lewy (1901–1945), samt judisk mystik och magi under Gershom Scholem (1897–1982). Scholem verkade som Smiths mentor, och de kom att utveckla en nära vänskap som bestod ända till Scholems död 1982. På grund av USA:s inträde i Andra världskriget och blockaden av Medelhavet, kunde Smith emellertid inte lämna området och han använde därför tiden fram till 1944 till att under ledning av Moshe Schwabe färdigställa en doktorsavhandling skriven på hebreiska. Han blev därigenom den förste icke-juden att lyckas med den bedriften. År 1948 blev han filosofie doktor i klassisk filologi i och med att han fick sin avhandling godkänd. I denna, som reviderad utkom i engelsk översättning 1951 som Tannaitic Parallels to the Gospels, lyfte Smith fram paralleller och likheter mellan evangelierna och den tidiga rabbinska litteraturen (tannaiter; hebreiska tannaim: de rabbinska lärde vars uttalanden finns bevarade i Mishna, den äldsta delen av Talmud).

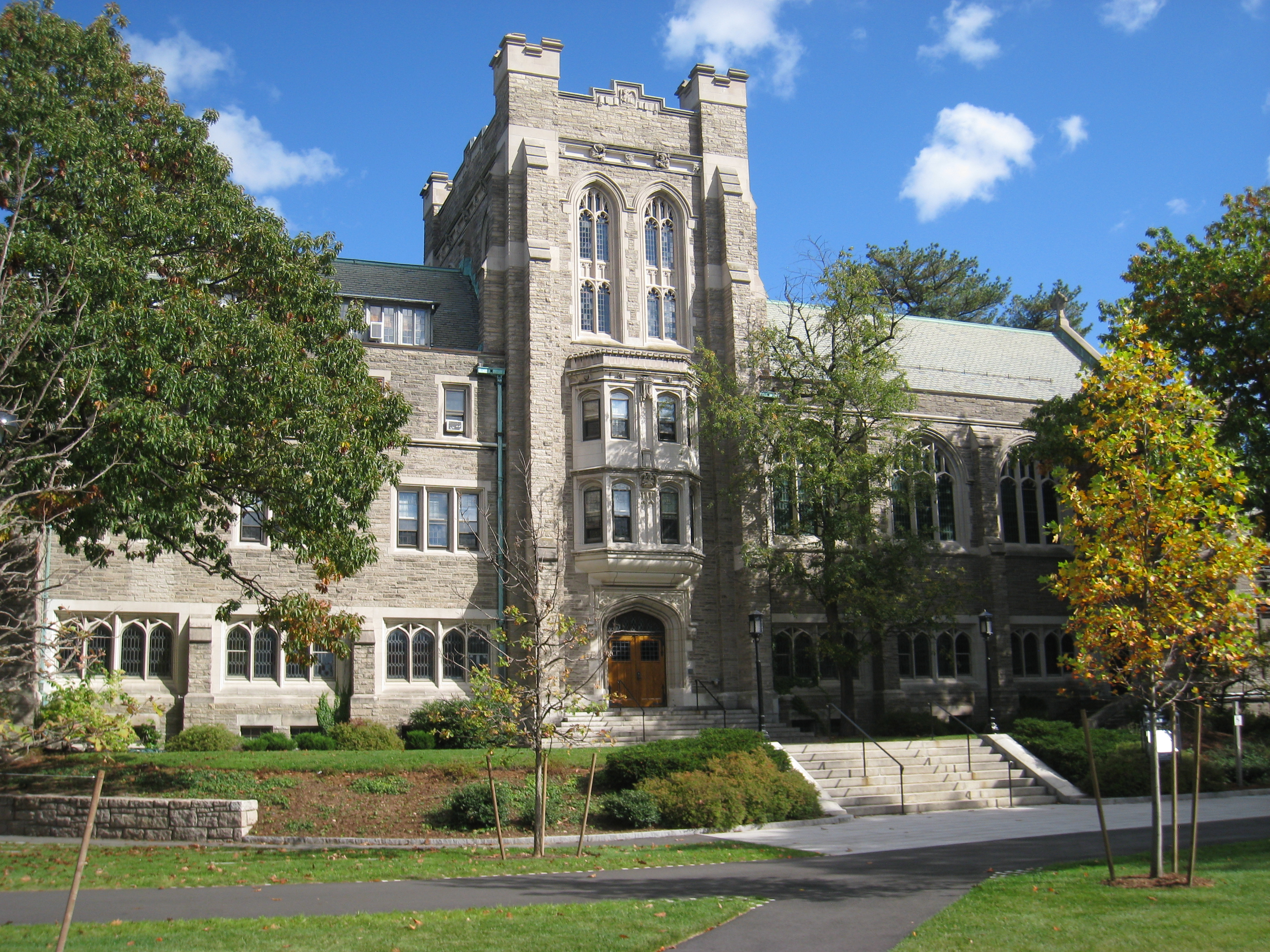
Andover Hall, del av Harvard Divinity School vid Harvard University, där Smith kom att doktorera en andra gång och då som teologie doktor (Th.D.).

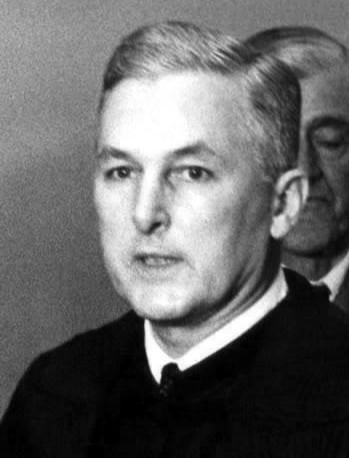
Nathan Pusey, som lade in sitt veto mot att Smith skulle få tjänsten som professor vid Harvard.

Efter hemkomsten från Jerusalem 1944 slutförde Smith de avbrutna studierna för sin teologie kandidatexamen på Harvard. Han vigdes till diakon i episkopalkyrkan i USA i juli 1945 och till präst i mars 1946. Han kom till och från att arbeta med församlingsarbeten med egna församlingar i Philadelphia åren 1945–1946, i Baltimore 1946–1948 och i Boston 1949–1950. Vid denna period förefaller han ha förlorat sin tro, och med tiden kom han att få en mer antinomisk syn på Jesus och inte längre betrakta honom som gudomlig utan som en människa, vilket i sin tur ledde fram till hans nya syn på Jesus som en karismatisk ledare och magiker. Under Smiths senare år betraktade många honom som ateist, men Joseph Sievers menar att han snarare var agnostiker. Smith kom i vilket fall hädanefter inte att inneha några tjänster inom episkopalkyrkan, trots att han under hela sitt liv kvarstod i dess prästregister.
Samtidigt som Smith verkade som präst återvände han till Harvard Divinity School för att doktorera en andra gång, denna gång som teologie doktor under ledning av Arthur Darby Nock (1902–1963), Werner Jaeger (1888–1961) och, senare, Robert H. Pfeiffer (1892–1958). Han studerade på Harvard Divinity School från 1948 till 1950 och disputerade 1957 med en avhandling som först 1971 utkom i tryck som Palestinian Parties and Politics That Shaped the Old Testament. Här argumenterar han för att det i det gamla Palestina (Israel och Juda rike) funnits två rivaliserande riktningar där synen på Jahve, som inte bara den högste utan den ende guden (det vill säga monoteism), var i minoritetsställning. Denna minoritetsfalang växte sig starkare, och efter återkomsten från den babyloniska fångenskapen förmådde Nehemja på 400-talet fvt såväl präster (leviter) som vanligt folk att ansluta sig till Jahve-allena-falangen och denna blev därmed den dominerande. Denna falang stärktes ytterligare genom att endast ett litet urval av religiösa verk bevarades och godkändes för att senare kanoniseras. Smith argumenterade för att stora delar av den israelitiska religionen var synkretistisk med dyrkan av flera gudar, inte endast under det första templets tid (omkring 1000 fvt–586 fvt) utan också under det andra templets tid (omkring 530 fvt–70 vt) och ännu senare.

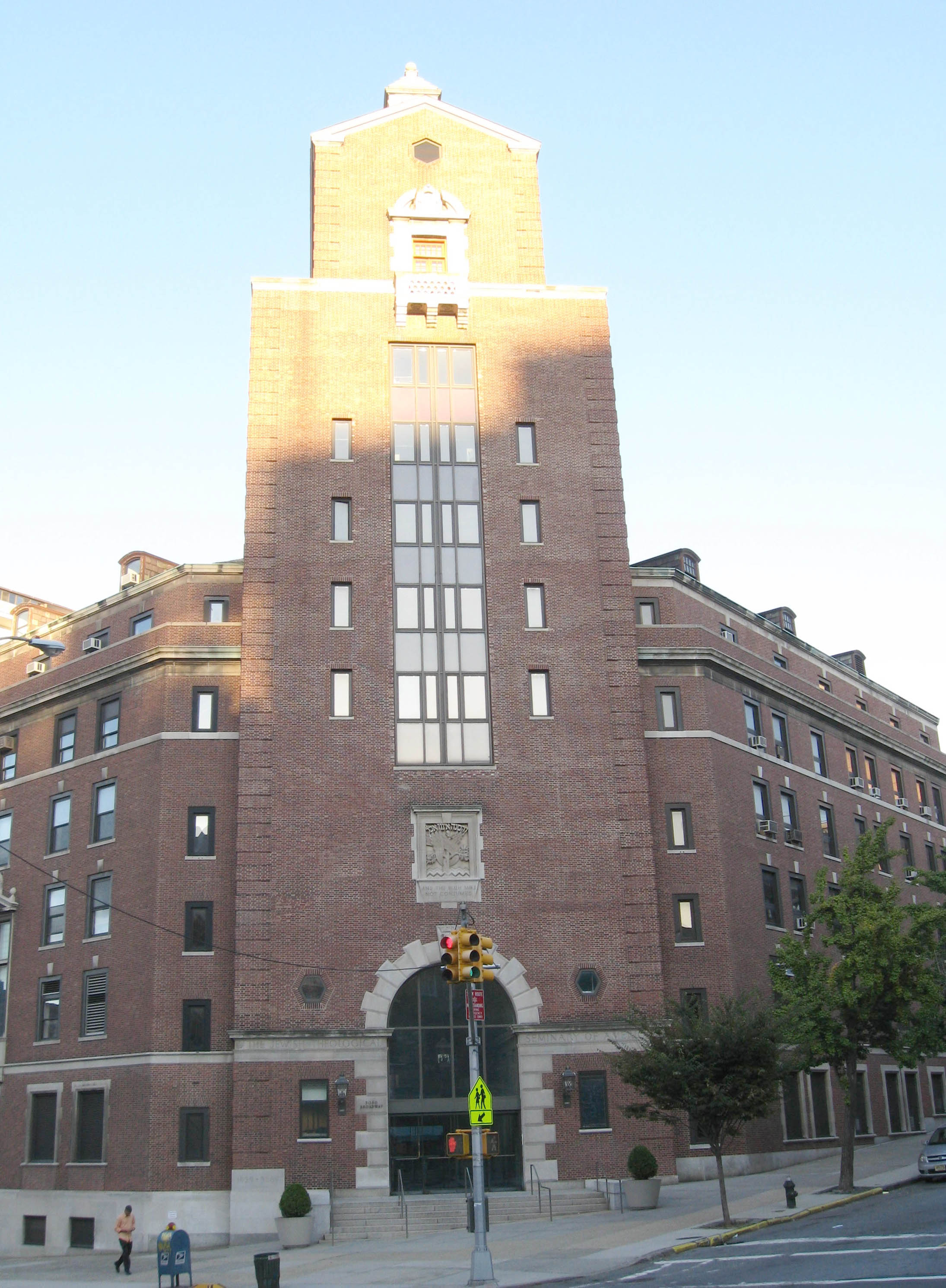
Jewish Theological Seminary i New York där JTS Library med Smiths donerade boksamling finns.

Efter att ha slutfört den formella akademiska kursen för sin forskarutbildning 1950, fick Smith anställning på Brown University i Rhode Island och verkade där fram till 1955 – de tre sista åren som biträdande lektor (engelska: Assistant Professor) i biblisk litteratur (Biblical Literature). Han fick dock ingen fast anställning (engelska: tenure) på Brown och tjänstgjorde i stället från 1956 under ett års tid som gästprofessor (engelska: Visiting Professor) i religionshistoria vid Drew University i Madison, New Jersey, samtidigt som han slutförde arbetet med sin andra doktorsavhandling. År 1957 utnämndes han till biträdande lektor (engelska: Assistant Professor) i antikens historia vid Columbia University i staden New York. År 1960 befordrades han till lektor (engelska: Associate Professor) och 1962 utnämndes han till professor i antikens historia. Året därefter ansökte han om tjänst som professor vid Harvard University, men trots rekommendationer från Harry A. Wolfson och Erwin R. Goodenough (1893–1965), nekades han tjänsten av universitetets strängt religiöse rektor Nathan Pusey (1907–2001) personligen. Smith förlät aldrig denna oförrätt som gjorde att han beslutade sig för att stanna på Columbia University. År 1971 verkade han en tid som gästprofessor i religionshistoria vid Wesleyan University i Connecticut. Han innehade tjänsten som professor vid Columbia University fram till sin pensionering som professor emeritus 1985, men fortsatte att undervisa nästan ända till sin död i akut hjärtsvikt vid 76 års ålder i juli 1991, i sitt hem på Manhattan i New York.
Efter Morton Smiths död lät förvaltaren av Smiths litterära kvarlåtenskap, David Smith, förstöra hans personliga korrespondens, i enlighet med hans vilja. Smith, som önskade bli ihågkommen endast för sin vetenskapliga gärning, föraktade biografier och ansåg att ”den värsta sortens historia är den personliga”. Smith lät testamentera sin omfattande boksamling på över 10 000 böcker och sitt betydande arkivmaterial innehållande yrkesrelaterad korrespondens, anteckningar, och fotografier, till Jewish Theological Seminary i New York med begäran att denna samling skulle kallas ”Elias J Bickerman Collection for the Study of Greco-Roman Judaism and Christianity”, som ett bevis på sin nära vänskap med Elias Bickerman (1897–1981), vilken hade varit hans närmaste kollega på Columbia och som han hade efterträtt som historieprofessor när denne gick i pension.

## Smiths gärning

### Smith som manuskriptjägare

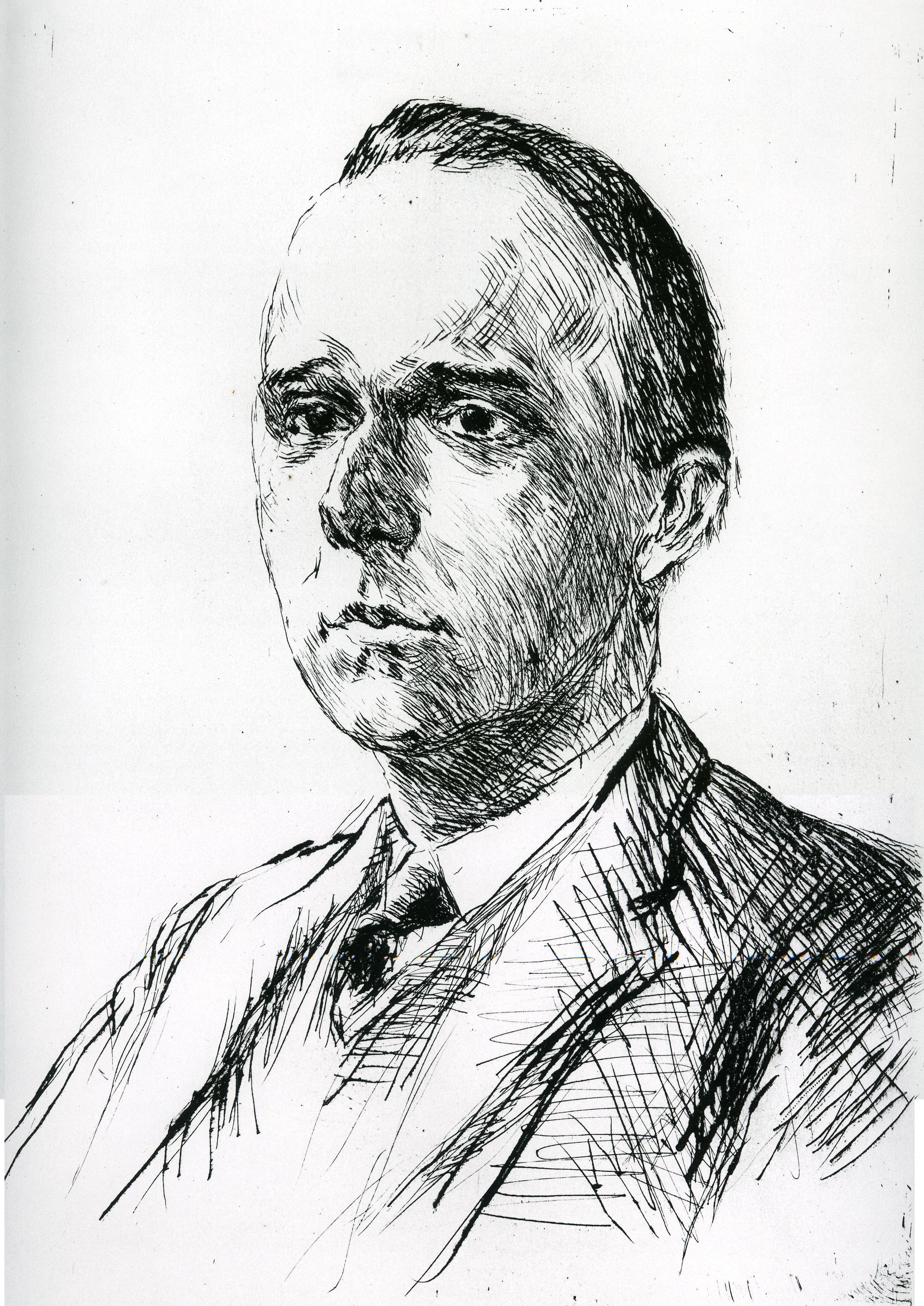
Werner Jaeger, som uppmuntrade Smith att söka efter grekiska handskrifter. Litografi av Max Liebermann.

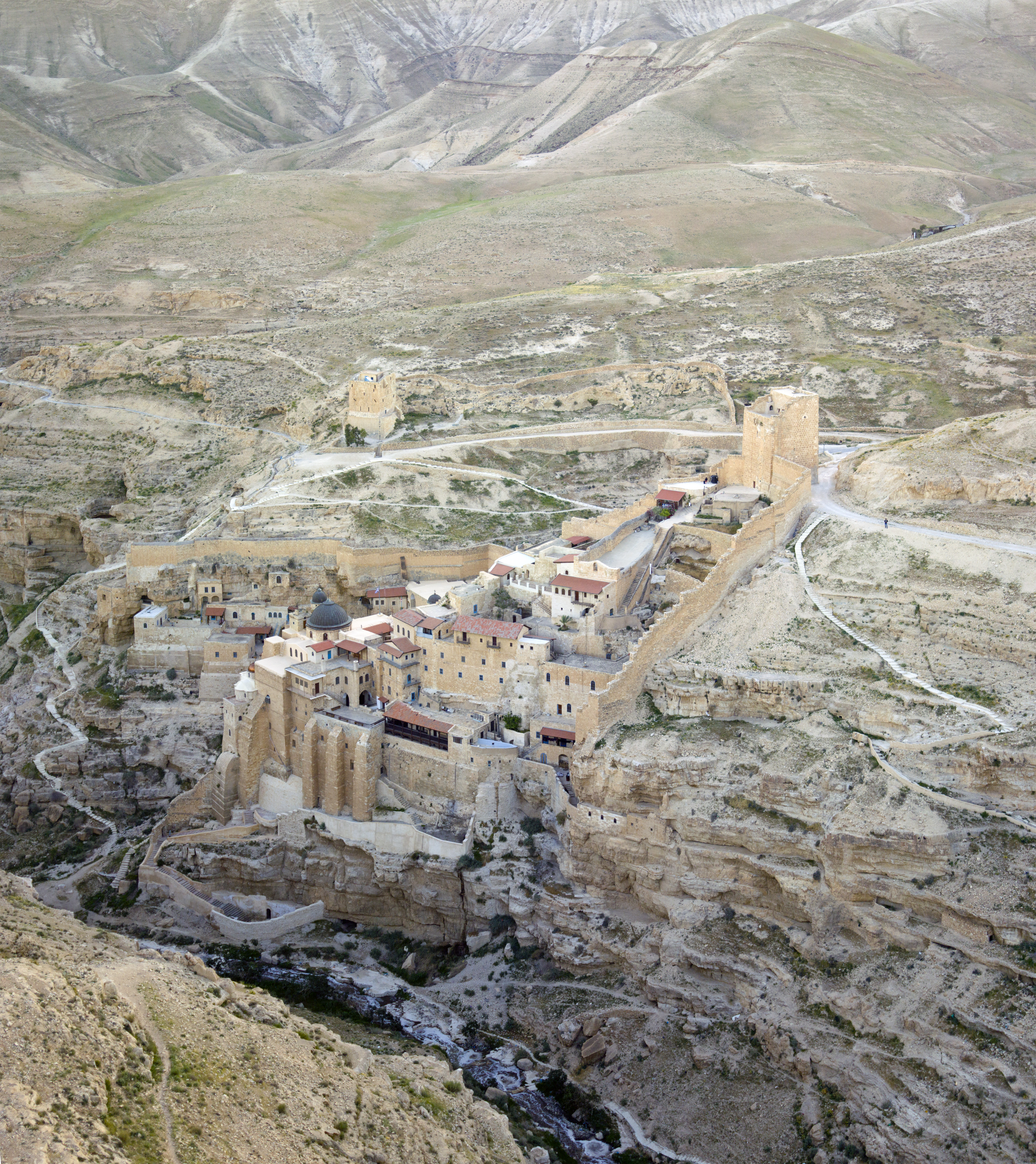
Munkklostret Mar Saba i en översiktsbild över Kidrondalen. I toppen av det norra tornet, uppe till höger i bilden, ligger tornbiblioteket där Smith fann Klemensbrevet.

Morton Smith ägnade åtskillig tid åt att söka efter gamla handskrifter. Uppmuntrad av Werner Jaeger väcktes hans intresse i slutet av 1940-talet då han under sina doktorandstudier kom att undersöka handskriftsläget rörande den asketiske 400-talsmunken Isidoros av Pelusium. Smith erhöll senare ett Fulbright-stipendium som möjliggjorde för honom att söka ett års tjänstledighet från Brown University och resa runt i Grekland för att fotografera handskrifter av och om just Isidoros. Under åren 1951 och 1952 besökte Smith såväl kloster som privata och offentliga bibliotek, tog drygt 5 000 fotografier av cirka 10 000 sidor, och lyckades så småningom fotografera alla betydande Isidoroshandskrifter i Västeuropa. Utöver detta lät Smith beskriva, fotografera och katalogisera många andra dittills okatalogiserade handskriftssamlingar.
Smith företog åtminstone två ytterligare resor i syfte att leta efter handskrifter. Han tillbringade flera månader under sommaren 1958 i Jordanien, Grekland, Turkiet, Israel och Västbanken (då han bland annat fann Klemensbrevet), och han reste till Syrien 1966 på jakt efter hebreiska handskrifter.

### Smith som forskare och religionshistoriker
Morton Smith menade att en historiker inte ska befatta sig med frågan om huruvida Gud och gudar finns eller inte finns. Skulle de finnas och inverka på det historiska skeendet, ska historikern likväl betrakta följderna därav som naturliga händelser. Historia ska beskrivas på rent faktiska grunder, där varje antydan om gudomlig inblandning eller gudomliga avsikter ska exkluderas. Smith ansåg att Bibeln skulle studeras som vilken annan historisk text som helst. Framför allt ansåg han att en religionshistorikers uppgift var att beskriva varje enskild tradition så noga som möjligt innan denne började jämföra traditionerna med varandra. Jämförande religionsforskning kom också att bli något av Smiths signum i många av de artiklar och böcker han publicerade. Detta märks i hans jämförelser mellan den rabbinska litteraturen och evangelierna, och mellan Deuterojesaja och perserna; i hans jämförande studier av religionerna i Mellanöstern, i hans analys av Nehemja som Jerusalems förtryckare; och främst i hans noggranna studier av Nya testamentet sett i ljuset av de magiska ritualer som bevarats genom papyruslämningar. Hans huvudsakliga inriktning kom också att bli kristendomens historia och förhållandet mellan kristendomen och magin.
Intellektuellt rörde sig Smith med lätthet mellan judendomen, kristendomen och paganismen. Han försökte aldrig undvika eller kringgå svåra problem utan angrep dem rätt på, och han inriktade sin forskning på de områden där det uppstått möten mellan olika religiösa grupperingar och yttringar, som i skärningspunkten mellan judendomen och kristendomen. Smith ansåg att den antika världen skulle betraktas som en helhet och att det var ett hinder för forskningen att dela upp den i den judiska, kristna och klassiska världen och att därefter dela upp dessa tre kategorier i underkategorier. Han menade att den tidiga kristendomen var en del av judendomen, att judendomen också var del av den hellenistiska världen och att ingen av dessa tre världar gick att förstå utan de andra två. Hans inställning till Gamla testamentet var att Israels folk inte var annorlunda än andra folk i den kulturella omgivningen, såvida inte det motsatta hade bevisats.
Albert I. Baumgarten menar att många av Smiths artiklar kom att medföra omsvängningar i forskningens syn på historiska skeenden. Ett exempel på en sådan brytpunkt är Smiths förslag att det var fariséernas växande inflytande i tiden mellan tillkomsten av Josefus båda historieverk, som gjorde att Josefus bedömning av dem var så olika mellan verken. Andra viktiga bidrag till forskningen innefattar Smiths studium av mångfalden messiasgestalter inom den tidiga judendomen, av Dödahavsrullarna, av seloterna och sikarierna och hans analys av aretalogiernas lovprisning av gudarna. Smiths idéer var på många sätt innovativa och före sin tid. Hans roll i rekonstruktionen av de mystiska ritualerna hos judar och kristna var banbrytande. Smiths idéer beredde vägen för senare forskares gärningar, som E. P. Sanders (född 1937) omvärdering av Jesus judiskhet och Bruce Chiltons (född 1949) tolkning av honom som en judisk from chassid.

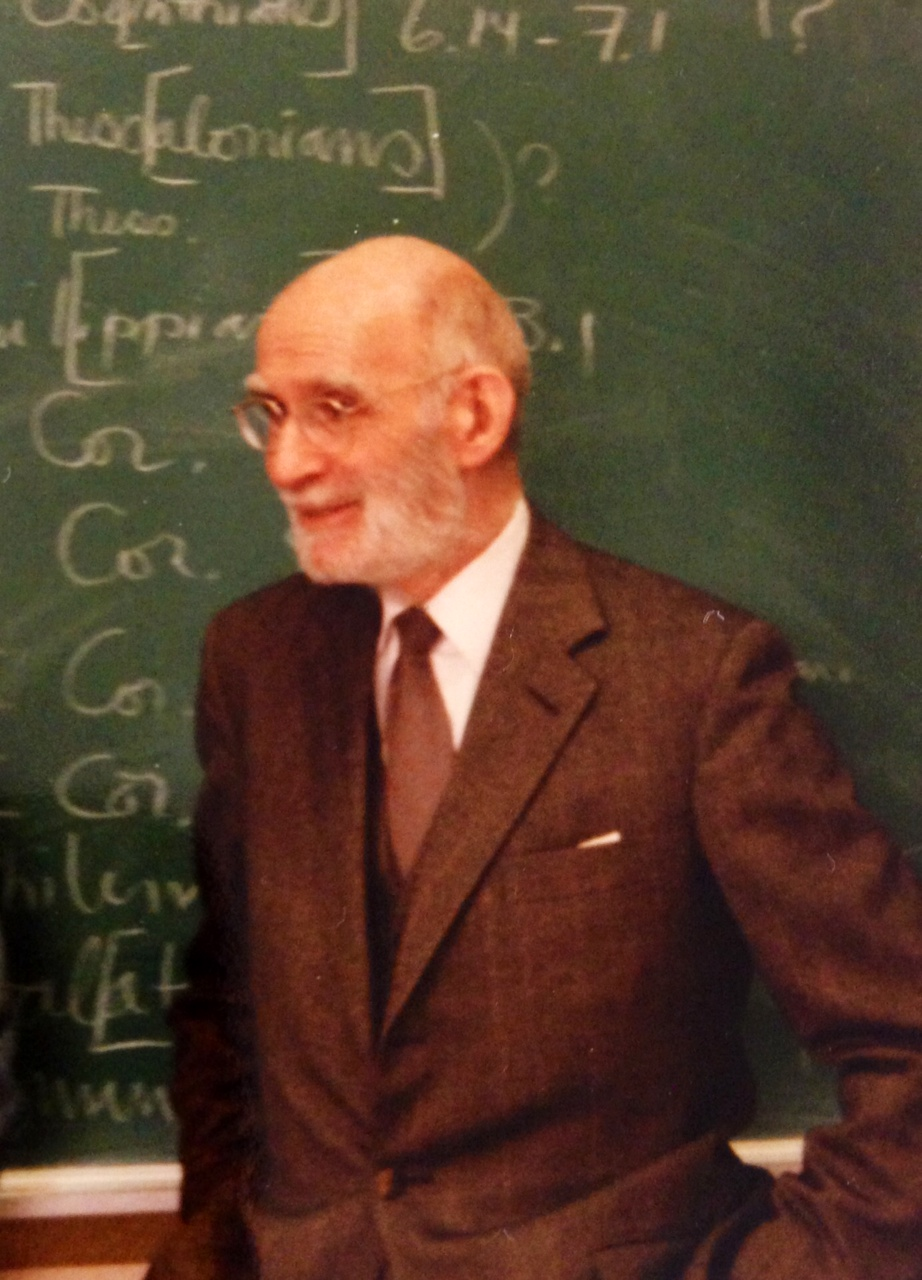
Morton Smith undervisar om Paulus vid ett seminarium på Columbia University år 1989.

Morton Smith förblev ungkarl hela sitt liv och kunde därför ägna sig helhjärtat åt studier och forskning. Han var en av det sena 1900-talets verkligt framstående forskare om den tidiga kristendomen, spränglärd och oerhört beläst. Efter Smiths bortgång skrev William Calder att den amerikanska religionshistoriska disciplinen hade förlorat sin mest lärda och kontroversiella person, en forskare med en bred kännedom om hela antiken. Smith var känd som en mycket hängiven och skarpsinnig forskare, en begåvad person med en intellektuell kapacitet som översteg den hos de flesta akademiker han hade att göra med och en forskare som lade stor vikt vid detaljer och fakta. Enligt Elaine Pagels var han dessutom ”något så sällsynt bland forskare som en utmärkt författare”.
Smith kritiserade det han såg som en uppdelning av kunskapen i förseglade fack, något han menade var intellektuellt fördärvligt och farligt. Han kom därför att betraktas som en effektiv och radikal kritiker av traditionellt hållna åsikter, men ansågs vanligtvis också vara mycket mer övertygande som kritiker än när han gjorde sina egna uttolkningar. Som föreläsare var Smith snarare auktoritativ än vältalig. Han var en orädd debattör som uppskattade ärligt meningsutbyte och inte hade något emot kontroverser. Som den orädde och ärlige kritiker han var, var han ofta skoningslös mot sina kolleger när han ansåg deras arbeten vara bristfälliga. Ansåg han att något var värdelöst dravel, sa han det i sina recensioner av andras arbeten, även om hans kritik som regel fokuserade på sakfrågorna. Han var känd för sin bitande slagfärdighet och sarkasm, och sin ovilja att stå ut med personer som han betraktade som dumma. Det innebar att han fick många fiender men också att hans beröm var extra uppskattat. Bland de studenter som sökte hans hjälp var han ansedd som en välvillig lärare som ägnade mycket tid åt att hjälpa dem med deras avhandlingar, och en person som vigt sitt liv åt forskningen. Genom hela livet behöll han sina konservativa politiska ideal.
Morton Smith erhöll många utmärkelser för vetenskapliga insatser. Han var medlem av bland annat American Historical Association, American Philological Association (Society for Classical Studies), American Schools of Oriental Research, American Society of Papyrologists, Archaeological Institute of America, Association Internationale de Papyrologues, Corpus Hellenisticum Novi Testamenti Colloquium, Israel Exploration Society, Phi Beta Kappa, Society of Biblical Literature, Studiorum Novi Testamenti Societas och World Union of Jewish Studies. Han invaldes i American Academy of Arts and Sciences 1973 och i American Academy for Jewish Research 1980. Han hyllades med en festskrift i fyra volymer 1975 och efter hans död utgavs ett verk i två volymer med hans artiklar i urval. Smith skrev sju böcker och ytterligare två i samverkan, den ena med Moses Hadas (1900–1966) och den andra med Elias Bickerman. Utöver bokrecensioner skrev han ett 120-tal artiklar som har publicerats i vetenskapliga tidskrifter. Hans bidrag spänner över många forskningsfält, däribland den grekiska och romerska antikens litteratur, Nya testamentet, patristiken och judendomen under såväl andra templets tid som den senare talmudiska tiden.

## Klemensbrevet och Hemliga Markusevangeliet
För frågan om Klemensbrevets äkthet, se Hemliga Markusevangeliet.

### Upptäckten
| David Flusser (1917–2000) och Guy Stroumsa (född 1948), två av de forskare som såg Klemensbrevet 1976. Stroumsa är den ende nu (2024) levande forskare som har sett brevet i verkligheten. |  | David Flusser (1917–2000) och Guy Stroumsa (född 1948), två av de forskare som såg Klemensbrevet 1976. Stroumsa är den ende nu (2024) levande forskare som har sett brevet i verkligheten. |
| David Flusser (1917–2000) och Guy Stroumsa (född 1948), två av de forskare som såg Klemensbrevet 1976. Stroumsa är den ende nu (2024) levande forskare som har sett brevet i verkligheten. |  | |

Det var i samband med en vistelse på munkklostret Mar Saba sommaren 1958 som Smith fann ett till synes i hast nedskrivet brev på tre tidigare tomma sidor i en tryckt bok från år 1646. Smith hade redan i början av 1942, under sin långa vistelse i Jerusalem, besökt klostret och då provat på klosterlivet i knappt två månader, och hade nu 16 år senare, sannolikt tack vare sitt långvariga ideella engagemang med att samla in pengar till det grekisk-ortodoxa patriarkatet i Jerusalem i syfte att hjälpa de ortodoxt kristna palestinier som flytt undan 1948 års arabisk-israeliska krig, givits tillåtelse att under tre veckors tid undersöka klosterbiblioteket.
Eftersom de flesta värdefulla böcker hade förflyttats till patriarkatets bibliotek i Jerusalem, koncentrerade sig Smith på att i första hand finna sällsynta texter i inbindningarna av nyare böcker, vilka ibland bundits om med material från äldre kasserade handskrifter. Smith gjorde flera upptäckter och fann bland annat tidigare okända textfragment som tillskrivits munken Makarios av Egypten (omkring 300–391). Men det var mot slutet av sin vistelse som han gjorde den största upptäckten, då han fann en grekisk text skriven i vad som föreföll vara 1700-talshandstil. Det visade sig vara ett brev som uppgavs vara författat av den alexandrinske kyrkofadern Klemens av Alexandria till en i övrigt okänd Theodoros, där Klemens citerade ur en längre utgåva av Markusevangeliet – av Smith senare benämnd Hemliga Markusevangeliet (”Secret Gospel of Mark”). Eftersom boken vari brevet förekom tillhörde patriarkatet, kunde Smith inte göra annat än att fotografera sidorna (han tog tre uppsättningar svartvita fotografier) och lämna boken kvar.
Även om andra forskare efter Smith har sett brevet i verkligheten, är det numera försvunnet. År 1976 flyttades boken till patriarkatets bibliotek i Jerusalem och inte långt därefter togs sidorna med den inskrivna texten ut ur boken för att förvaras separat. Sedan 1990 är dessa sidor med brevet försvunna.

### Offentliggörandet

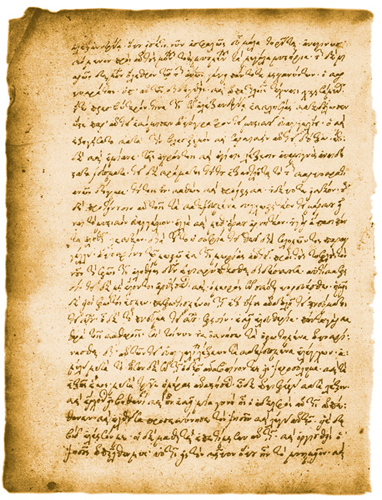
Färgfotografi av sidan två av Klemens brev till Theodoros innehållande utdrag ur Hemliga Markusevangeliet. Citatet ur Hemliga Markusevangeliet börjar på fjärde raden från slutet med ”καὶ ἔρχονται εἰς βηθανίαν” (och de kommer till Bethania).

Redan i december 1958, samma år som Smith fann brevet, lät han lämna in sin egen transkription av brevet med en preliminär engelsk översättning till Library of Congress, för att tillförsäkra sig upphovsrätten och därmed kunna dela upptäckten med andra forskare utan att riskera att bli bestulen på den. Under de kommande två åren studerade han brevet och jämförde det med de föreställningar, den stil och vokabulär som förekom i de erkänt äkta verken av Klemens av Alexandria. Efter att ha funnit en mycket stark överensstämmelse, lät Smith i december 1960 offentliggöra sitt fynd vid ett möte på Society of Biblical Literature. Nyheten om upptäckten togs upp på förstasidan av New York Times.
Efter de två åren av Klemensstudier, ägnade Smith de nästföljande åren fram till 1962 åt studier av Markusevangeliet och därefter perioden 1962 till mitten av 1963 åt att undersöka brevets bakgrund och dess relation och innebörd för den tidiga kristendomen. Under de sex år som Smith studerade brevet konsulterade han ett stort antal experter inom de relevanta forskningsområdena för att få deras omdömen om brevets äkthet, och han kom att ta med många av dessa omdömen, även de med avvikande uppfattningar, i sin kommande bok om Klemens brev till Theodoros. Det dröjde dock ända till 1973 innan Smith kunde utkomma med sin utförliga och grundliga undersökning av brevet i boken Clement of Alexandria and a Secret Gospel of Mark. Samma år utkom han också med en populärvetenskaplig bok om sin upptäckt. Att det dröjde så länge (15 år efter upptäckten) hängde samman med att Smith uppenbarligen förväntade sig att forskaretablissemanget skulle vara motvilligt att acceptera den nya skriften, och han ägnade därför många år åt grundliga studier för att försöka bevisa att texten var äkta. Dessutom var Smith i huvudsak klar med boken redan 1966, men det tog ytterligare sju år i produktionsledet innan den kunde tryckas.

### Kritiken mot Smiths teorier
Böckerna mottogs av troende kristna med en oerhörd fientlighet, och Smiths teorier blev häftigt omtvistade. Genom att brevets äkthet redan tidigt blev ifrågasatt, kom misstankar om manipulering att riktas mot Smith själv, emedan (menade vissa) den som skulle ha haft möjlighet att förfalska brevet framför allt var dess upptäckare.
Saken förstärktes ytterligare genom Smiths tolkning av den längre passagen ur Hemliga Markusevangeliet som en beskrivning av hur Jesus och lärjungen med linneskynket genomgick en dopritual – en teori först föreslagen av Cyril C. Richardson (1909–1976) år 1961 och vilken fick Smith att överge sin tidigare uppfattning till förmån för denna. Smith kom till slutsatsen att Jesus lät sina närmaste lärjungar deltaga i mysterieriter där man förenades i anden, och där lärjungarna i initieringen inträdde i Guds himmelska rike (Guds rikes mysterium). Även om Smith hyllades för sin grundlighet och stora lärdom, blev många upprörda över hans slutsatser om Jesus som en libertinistisk mystagog som lät hypnotisera sina lärjungar till att tro att de reste till himlen, och menade att han hade oärliga motiv. Att Smith dessutom antydde att den andliga föreningen mellan Jesus och lärjungarna kunde ha innefattat också fysisk förening, var än mer frånstötande för många forskare, vilka omöjligt kunde föreställa sig att Jesus kunde framställas på det viset i en trovärdig antik kristen text.

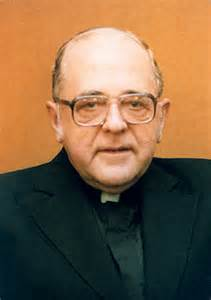
Joseph A. Fitzmyer, som ansåg att Smiths bok var en bedräglig popularisering full av insinuationer och egna uttolkningar, varefter Smith kontrade med att namnet Fitzmyer rimmar på liar (lögnare).

I en intervju med en journalist från New York Times strax innan hans böcker skulle publiceras, menade Smith sig vara beredd på att bli attackerad och sade: ”Tack och lov har jag en fast tjänst [tenure]”, och reaktionerna lät heller inte vänta på sig. Många recensioner var avfärdande och ovanligt många var hårda och fientliga på ett personlig plan. Smith menade själv att det handlade om kränkande beskyllningar och att de häftigaste beskyllningarna (most violent abuse) kom antingen från katolska forskare eller från de exegeter som sysslade med formkritik eller redaktionskritik och vars teorier han inte hade tagit tillräckligt i beaktande.
Smiths böcker och teorier beskrevs av Patrick W. Skehan (1909–1980) som ”en sjuklig uppsättning av fantasier” och av William A. Beardslee (1916–2001) som ”grundlösa … sensationspåståenden”. Hans Conzelmann (1905–1989) skrev att han inte recenserade ”science fiction-berättelsen om Markus av Morton Smith” eftersom Smiths böcker ”inte räknas till vetenskaplig litteratur, inte ens en gång till litteratur värd att diskutera.” Frederick Danker (1920–2012) placerade dem ”i samma fack som Allegros svampfantasier och [Robert] Eislers mischmasch”. Raymond E. Brown (1928–1998) menade att Smith hade en ”nedsättande attityd gentemot kristendomen” och åberopade ”hans obehagliga antydan om att Jesus skulle ha inlåtit sig i homosexuella övningar tillsammans med sina lärjungar.” Helmut Merkel (född 1942) skrev att ”totalt krig återigen har förklarats mot den nytestamentliga forskningen” och Walter Wink (1935–2012) att Smith ”är engagerad i ett systematiskt försök att undergräva själva den grund som den kristna tron vilar på”. Joseph Fitzmyer (1920–2016), som i sin recension ansåg det värt att påpeka att Smith var skallig, menade att det var en ”bedräglig popularisering” som var ”full av insinuationer och egna uttolkningar”, och Paul J. Achtemeier (1927–2013) skrev att Smith använde sig av ”en på förhand bestämd naiv selektiv metod” vad gällde bedömningen av bibliska texter. 
Smith bemötte flera av recensionerna. Han ansåg att Achtemeiers recension var slående inkompetent utförd, att den innehöll påståenden som var grovt felaktiga och att den som kritik var värdelös. Men han fann det vara ”ett lustigt sammanträffande” att både Fitzmyer och Achtemeier ”rimmar på ’liar’ [lögnare]”
Flera forskare menar att Smiths tolkningar är långsökta och inte har stöd i det Klemens skriver, men att de samtidigt är irrelevanta för att bedöma brevets äkthet. Helmut Koester (1926–2016) framhöll att Smith i början inte ens förstod att rätt tolka texten, vilket knappast skulle ha varit fallet om han själv hade förfalskat den.
Efter Smiths död 1991 har anklagelserna mot honom blivit än mer uttalade. Smith reagerade kraftigt med både upprördhet och vrede gentemot alla antydningar om att han skulle ha förfalskat brevet och vidhöll sin oskuld fram till sin död.

## Publikationer
| Böcker |
| --- |
| Böcker: - Maqbilot ben habbesorot lesiprut hattanna'im, Ph.D. dissertation (Jerusalem: Hebrew University, 1945) (degree awarded 1948). - Tannaitic Parallels to the Gospels, Journal of Biblical Literature Monograph Series, vol. VI (Philadelphia: Society of Biblical Literature, 1951). - Judaism in Palestine I: To the Maccabean Revolt, Th.D. dissertation (Cambridge, Mass.: Harvard Divinity School, 1957). - The Ancient Greeks: The Development of Western Civilization: Narrative Essays in the History of our Tradition From its Origins in Ancient Israel and Greece to The Present (Ithaca, N.Y.: Cornell University Press, 1960). - Heroes and Gods: Spiritual Biographies in Antiquity [I samarbete med Moses Hadas] (New York: Harper & Row, 1965). - Palestinian Parties and Politics That Shaped the Old Testament (New York: Columbia University Press, 1971). - The Secret Gospel: The Discovery and Interpretation of the Secret Gospel According to Mark (New York: Harper & Row, 1973). - Clement of Alexandria and a Secret Gospel of Mark (Cambridge: Harvard University Press, 1973). - The Ancient History of Western Civilization [I samarbete med Elias Bickerman] (New York: Harper & Row, 1976). - Jesus the Magician: Charlatan or Son of God? (San Francisco: Harper & Collins, 1978). - Hope and History: An Exploration, World Perspectives 54 (New York: Harper & Row, 1980). - Studies in the Cult of Yahweh. Vol. 1. Studies in Historical Method, Ancient Israel, Ancient Judaism. Vol. 2. New Testament, Early Christianity, and Magic [Återpublicering av många av Morton Smiths artiklar; red. Shaye J. D. Cohen] (Leiden: Brill, 1996). |

| Artiklar och bokkapitel i urval |
| --- |
| Artiklar och bokkapitel i urval: - "Notes on Goodspeed’s 'Problems of New Testament Translation'", Journal of Biblical Literature 64:4 (1945), 501–514. - "Psychiatric Practice and Christian Dogma", Journal of Pastoral Care 3:1 (1949), 12–20. - "The So-Called “Biography of David” in the Books of Samuel and Kings", Harvard Theological Review 44:4 (1951), 167–169. - "The Common Theology of the Ancient near East", Journal of Biblical Literature 71:3 (1952), 135–147. - "Mt. 5:43: ‘Hate Thine Enemy’”, Harvard Theological Review 45:1 (1952), 71–73. - "Minor Collections of Manuscripts in Greece", Journal of Biblical Literature 72 (1953), chap. xii. - "The Manuscript Tradition of Isidore of Pelusium", Harvard Theological Review 47:3 (1954), 205–210. - "Comments on Taylor’s Commentary on Mark", Harvard Theological Review 48:1 (1955), 21–64. - "The Religious History of Classical Antiquity", Journal of Religious Thought 12 (1955), 90–99. - "Palestinian Judaism in the First Century", M. Davis (ed.), Israel: Its Role in Civilization (New York: Harper and Brothers, 1956), 67–81. - "The Jewish Elements in the Gospels", Journal of Bible and Religion 24 (1956), 90–96. - "Σύμμεικτα: Notes on Collections of Manuscripts in Greece", Ἐπετηρὶς Ἑταιρείας Βυζαντιῶν Σπουδῶν [Journal of the Society for Byzantine Studies] 26 (1956), 380–393. - "Pauline Problems: Apropos of J. Munck, ‘Paulus und die Heilsgeschichte’", Harvard Theological Review 50:2 (1957), 107–131. - "Manuscript Material from the Monastery of Mar Saba, discovered, transcribed and translated by Morton Smith (New York: Privately published, 1958), s. i + 10. - "An Unpublished Life of St. Isidore of Pelusium, edited from Manuscripts in Athens and Mt. Athos", G. Konidaris (ed.), Eucharistherion (Hamilcar Alivisatos Festschrift) (1958), 429–438. - "Aramaic Studies and the Study of the New Testament", Journal of Bible and Religion 26:4 (1958), 304–313. - "The Description of the Essenes in Josephus and the Philosophumena", Hebrew Union College Annual 29 (1958), 273–313. - "Hebrew—Why Not Greek?", The Orthodox Observer (Ho Orthodoxos Paratērētēs) 24 (1958), 197–198. - "The Image of God: Notes on the Hellenization of Judaism, with Especial Reference to Goodenough’s Work on Jewish Symbols", Bulletin of the John Rylands Library 40:2 (1958), 473–512. - "Further Notes on “A Jewish-Gnostic Amulet of the Roman Period” [by E. R. Goodenough]", Greek, Roman, and Byzantine Studies 2:1 (1959), 79–81. - "A Byzantine Panegyric Collection with an Unknown Homily for the Annunciation", Greek, Roman, and Byzantine Studies 2:2 (1959), 137–155. - "'God's Begetting the Messiah' in IQSa", New Testament Studies 5 (1959), 218–224. - "On the New Inscription from Serra Orlando", American Journal of Archaeology 63:2 (1959), 183–184. - "Greek Monasteries and their Manuscripts", American Journal of Archaeology 63:2 (1959), 190–191. - "What Is Implied by the Variety of Messianic Figures?" Journal of Biblical Literature 78:1 (1959), 66–72. - "Monasteries and Their Manuscripts", Archaeology: A Magazine Dealing with the Antiquity of the World 13:3 (1960), 172–177. - "Ἑλληνικὰ χειρόγραφα ἐν τῇ Μονῇ τοῦ ἁγίου Σάββα" (Översatt till grekiska av arkimandrit K. Michaelides), Νέα Σιών 52 (1960), 110–125, 245–256. - "New Fragments of Scholia on Sophocles’ Ajax", Greek, Roman and Byzantine Studies 3:1 (1960), 40–42. - "The Report about Peter in I Clement V.4", New Testament Studies 7:1 (1960), 86–88. - "The Dead Sea Sect in Relation to Ancient Judaism", New Testament Studies 7:4 (1961), 347–360. - "Testaments of the Twelve Patriarchs", Interpreter’s Dictionary of the Bible IV (1962), 575–579. - "Hebrew Studies within the Study of History", Judaism 11 (1962), 333–344. - "The Religious Conflict in Central Europe", Greek Orthodox Theological Review 8 (1962), 21–52. - "Observations on Hekalot Rabbati", A. Altmann (ed.), Biblical and Other Studies (Cambridge: Mass., Harvard University Press, 1963), 142–160. - "A Comparison of Early Christian and Early Rabbinic Tradition", Journal of Biblical Literature 82:2 (1963), 169–176. - "II Isaiah and the Persians", Journal of the American Oriental Society 83:4 (1963), 415–421. - "Das Judentum in Palästina während der Perserzeit", H. Bengtson (ed.), Fischer Weltgeschichte, V: Griechen und Perser (Frankfurt am Main: Fischer, 1965), 356–370. - "Das Judentum in Palästina in der hellenistischen Zeit", P. Grimal (ed.), Fischer Weltgeschichte, VI: Der Hellenismus und der Aufstieg Roms (Frankfurt am Main: Fischer, 1965), 254–270. - "The Account of Simon Magus in Acts 8", H. A. Wolfson Jubilee Volume II. (Jerusalem: American Academy for Jewish Research, 1965), 735–749. - "Religions in the Hellenistic Age", J. Neusner (ed.), Religions in Antiquity (1966), 158–173. - "The Reason for the Persecution of Paul and the Obscurity of Acts", E. E. Urbach, R. J. Zwi Werblowsky & C. Wirszubski (eds.), Studies in Mysticism and Religion (1967), 261–268. - "Jesus’ Attitude towards the Law", Fourth World Congress of Jewish Studies [1965] (1967), Papers, I, 241–244. - "Goodenough's Jewish Symbols in Retrospect", Journal of Biblical Literature 86:1 (1967), 53–68. - "The Work of George Foot Moore", Harvard Library Bulletin 15 (1967), 169–179. - "On the Shape of God and the Humanity of Gentiles", Jacob Neusner (ed.), Religions in Antiquity. Essays in Memory of Erwin Ramsdell Goodenough (Leiden: E. J. Brill, 1968), 315–326. - "Historical Method in the Study of Religion", History and Theory, Beiheft VIII (1968), 8–16. - "The Origin and Development of Cynicism", Minutes of the Columbia University Seminar on the Nature of Man, October 17 (1969), 1–12. - "The Present State of Old Testament Studies", Journal of Biblical Literature 88:1 (1969), 19–35. - "Classification of Parallels", Report of the Corpus Hellenisticum Colloquium (Institute for Antiquity and Christianity, Claremont, California, 1970) (separately paginated), 1–4. - "Prolegomena to a Discussion of Aretalogies, Divine Men, the Gospels and Jesus", Journal of Biblical Literature 90:2 (1971), 174–199. - "Zealots and Sicarii, Their Origins and Relation", Harvard Theological Review 64:1 (1971), 1–19. - "Classical Antiquity: Jews and Greeks, [in collaboration with Elias Bickerman]", J. A. Garraty & P. Gay (eds.), The Columbia History of the World (1972), 136–189. - "Classical Antiquity: Rome, [in collaboration with Elias Bickerman]", J. A. Garraty & P. Gay (eds.), The Columbia History of the World (1972), 190–249. - "Ezra", J. Bergman, K. Drynjeff & H. Ringgren (eds.), Ex Orbe Religionum: Studia Geo. Widengren Oblata I (1972), 141–143. - "Forms, Motives and Omissions in Mark’s Account of the Teaching of Jesus", J. Reumann (ed.), Understanding the Sacred Text: Essays in Honor of Morton S. Enslin on the Hebrew Bible and Christian Beginnings (1972), 153–164. - "Pseudepigraphy in the Israelite Literary Tradition", Pseudepigrapha I (Entretiens sur l'antiquité classique, XVIII, 1972), 191–215. - "The Aretalogy used by Mark", W. Wuellner (ed.), Protocol of the Sixth Colloquy for Hermeneutical Studies in Hellenistic and Modern Culture (1973), 1–25. - "Mark’s “Secret Gospel”?", America (August 4, 1973), 64–65. - "On the Problem of Method in the Study of Rabbinic Literature", Journal of Biblical Literature 92:1 (1973), 112–113. - "On the Differences between the Culture of Israel and the Major Cultures of the Ancient Near East", The Journal of the Ancient Near Eastern Society of Columbia University 5; Gaster Festschrift (1973), 389–395. - "De Superstitione (Plutarch, Moralia, 164E–171F)", H. D. Betz (ed.), Plutarch's Theological Writings and Early Christian Literature (Studia ad Corpus Hellenisticum Novi Testamenti, III) (Leiden: E. J. Brill, 1974), 1–35. - "On the Wine God in Palestine (Gen 18, John 2, and Achilles Tatius)", Salo Witunayer Baron Jubilee Volume (Jerusalem, 1974), 815–829. - "The Veracity of Ezekiel, the Sins of Manasseh, and Jeremiah 44:18", Zeitschrift für die Alttestamentliche Wissenschaft 87 (1975), 11–16. - "Response to H. Kee, 'Aretalogies'", W. Wuellner (ed.), Protocol of the Twelfth Colloquy of the Center for Hermeneutical Studies in Hellenistic and Modern Culture (1975), 32–35. - "Merkel on the Longer Text of Mark", Zeitschrift für Theologie und Kirche 72:2 (1975), 133–150. - "Varieties of Judaism in the Early First Century C.E.", Newsletter of the Association for Jewish Studies, No. 14 (June 1975), 9, 20. - "A Note on Burning Babies", Journal of the American Oriental Society 95:3 (1975), 477–479. - "On the Authenticity of the Mar Saba Letter of Clement", Catholic Biblical Quarterly 38:2 (1976), 196–199. - "To Dikaion and Society in Third-Century Greece", Essays in Archaeology and the Humanities, in memoriam Otto J. Brendel, Mainz (1976), 87–93. - "The Differences Between Israelite Culture and the Other Major Cultures of the Ancient Near East", Biblical Archaeology Review 2:03 (Sep 1976), 16. - "Response to W. Burkert, 'Orpheus and Bacchic Mysteries'", W. Wuellner (ed.), Protocol of the Twenty-Eighth Colloquy of the Center for Hermeneutical Studies in Hellenistic and Modern Culture (1977), 29–30. - "Response to A. Dundes, 'The Hero Pattern'", W. Wuellner (ed.), Protocol of the Twenty-Eighth Colloquy of the Center for Hermeneutical Studies in Hellenistic and Modern Culture (1977), 62–65. - "The Question of Jesus' Relation to Magic", Minutes of the Philadelphia Seminar on Christian Origins 14:4 (March 15, 1977). - "A Rare Sense of προκοπτω and the Authenticity of the Letter of Clement of Alexandria", Jacob Jervell & Wayne A. Meeks (eds.), God’s Christ and His People: Studies in Honour of Nils Alstrup Dahl (Oslo: Universitetsforlaget, 1977), 261–264. - "Early Christianity and Judaism", Stanley M. Wagner & Allen D. Breck (eds.), Great Confrontations in Jewish History (Denver: U. Denver, 1977), 41–61. - "What May Be Hoped from Modern Greek Manuscripts", K. Treu (ed.), Studia Codicologia (Richard Festschrift) (Berlin: Texte und Untersuchungen 124, 1977), 457–460. - "Messiahs: Robbers, Jurists, Prophets and Magicians", Proceedings of the American Academy for Jewish Research 44 (1977), 185–195. - "Galbraith on Hitler and Keynes", Harvard Magazine (Sept–Oct. 1977), 6. - "In Quest of Jesus", New York Review of Books 25:20 (December 21, 1978). - "Rome and Maccabean Conversion", E. Bammel et al. (eds.), Donum Gentilicum: New Testament Studies in Honour of David Daube (Oxford: Clarendon, 1978), 1–7. - "On the History of the Divine Man", André Benoit (ed.), Paganisme, Judaïsme, Christianisme. Influences et affrontements dans le monde antique (Paris: de Boccard, 1978), 335–345. - "Lydus, De Magistratibus 1.27, and the Quaestors of 267 B.C.", The Bulletin of the American Society of Papyrologists (N. Lewis Festschrift) 15:1/2 (1978), 125–126. - "Mark 6:32–15:47 and John 6:1–19:42", Society of Biblical Literature Seminar Papers 14 (Missoula, Mont.: Scholars Press, 1978), 281–287. - "East Mediterranean Law Codes of the Early Iron Age", Eretz-Israel: Archaeological, Historical and Geographical Studies 14 (H. L. Ginsberg Volume, 1978), 38*–43*. - "Relations between Magical Papyri and Magical Gems", Actes du XVe Congres International de Papyrologie, life Partie (Brussels: Papyrologica Bruxellensia 18, 1978), 129–136. - "Pauline Worship as Seen by Pagans", Harvard Theological Review 73:1/2 (1980), 241–249. - "The Origin and History of the Transfiguration Story", Union Seminary Quarterly Review 36 (1980), 39–44. - "Psalm 151, David, Jesus, and Orpheus", Zeitschrift für die Alttestamentliche Wissenschaft 93 (1981), 247–253. - "The Hymn to the Moon, PGM IV, 2242–2355", Proceedings of the XVI International Conference of Papyrology (Scholars Press, 1981), 643–654. - "The History of the Term 'Gnostikos'", B. Layton (ed.), The Rediscovery of Gnosticism: Proceedings of the International Conference on Gnosticism at Yale, New Haven, Connecticut, March 28–31, 1978, SHR 41; 2 vols. (Leiden: Brill, 1981), 796–807. - "Old Testament Motifs in the Iconography of the British Museum’s Magical Gems", L. Casson (ed.), Coins Culture, and History (B. Trell Festschrift) (Detroit, 1981), 187–194. - "Ascent to the Heavens and the Beginning of Christianity", Eranos-Jahrbuch 50 (1981), 403–429. - "Superstitio", Society of Biblical Literature Seminar Papers (Scholars Press, 1981), 349–355. - "Helios in Palestine", Eretz Israel: Archaeological, Historical and Geographical Studies 16 (H. Orlinsky Volume, 1982), 199–214. - "Was Jesus a Magician?", Free Inquiry 3:1 (1982), 20–24. - "Clement of Alexandria and Secret Mark: The Score at the End of the First Decade", Harvard Theological Review 75:4 (1982), 449–461. - "On the Lack of a History of Greco-Roman Magic", Althistorische Studien (H. Bengtson Festschrift; Historia Einzelschriften 40) (Wiesbaden, 1983), 251–257. - "Terminological Boobytraps and Real Problems in Second-Temple Judaeo-Christian Studies", P. Slater & D. Wiebe (eds.), Traditions in Contact and Change: Proceedings of the XIV Congress of the International Association for the History of Religion (Wilfrid Laurier University Press, 1983), 295–306. - "On the History of Apocalypto and Apocalypsis", D. Hellholm (ed.), Apocalypticism in the Mediterranean World and in the Near East (Tubingen. 1983), 9–20. - "How Magic was Changed by the Triumph of Christianity", Graeco-Arabica 2 (1983), 51–58. - "Transformation by Burial (I Cor 15.35–49; Rom 6.3–5 and 8.9–11)", Eranos-Jahrbuch 52 (1983), 87–112. - "The Case of the Gilded Staircase", Biblical Archaeology Review 10:05 (Sep/Oct 1984), 50–55. - "Jewish Religious Life in the Persian Period", W.D. Davies & L. Finkelstein (eds.), The Cambridge History of Judaism, Vol. I, the Persian Period (Cambridge: Cambridge University Press, 1984), 219–278. - "The Eighth Book of Moses and How it Grew (P. Leid. J 395)", Atti del XVII Congresso Internazionale di Papirologia (Napoli: Centro Internazionale per lo Studio Dei Papiri Ercolanesi, 1984), Vol. 2, 685–686. - "Regarding Secret Mark: A Response to the Account by Per Beskow", Journal of Biblical Literature 103 (1984), 624. - "O'Keefe's Social Theory of Magic [a review article]", Jewish Quarterly Review 74 (1984), 301–313. - "Salvation in the Gospels, Paul, and the Magical Papyri", Helios 13 (1986), 63–74. - "The Historical Jesus", R. Hoffman & G. LaRue (eds.), Jesus in History and Myth (Buffalo, 1986), 47–54. - "Paul’s Arguments as Evidence of the Christianity from Which He Diverged", Harvard Theological Review 79:1/3 (1986), 254–260. - "The Jewish Elements in the Magical Papyri", Society of Biblical Literature Seminar Papers 25 (Atlanta: Scholars Press, 1986), 460–461. - "Pagan dealings with Jewish Angels", P. Berlin 5025b, P. Louvre 2391, Studii Clasice, 24 (1986), 175–179. - "Biblical Arguments for Slavery", Free Inquiry 7:2 (Spring 1987), 28–31. - "A Note on Some Jewish Assimilationists: The Angels", Journal of the Ancient Near East Society 16–17 (1987), 207–212. - "The Occult in Josephus", Louis H. Feldman & Gohai Hata (eds.), Josephus, Judaism and Christianity (Leiden: E.J. Brill, 1987), 236–255. - "On the Yôser and Related Texts", L. Levine (ed.), The Synagogue in Late Antiquity (Philadelphia: American Schools of Oriental Research, 1987), 87–95. - "The Synoptic Problem in Rabbinic Literature, A Correction", Journal of Biblical Literature 107:1 (Mar. 1988), 111–112. - "On Slavery: Biblical Teaching v. Modern Morality", R. Hoffmann & G. Larue (eds.), Biblical versus Secular Ethics: The Conflict (Buffalo: Prometheus Press, 1988), 69–77. - "Slavery", Morton Smith & R. Joseph Hoffmann (eds.), What the Bible Really Says (Buffalo, NY: Prometheus Books, 1989), 137–146. - "The Last Social Function of Christ", Spring: A Journal of Archetype and Culture (Putnam: CT, 1989). - "Errors that Would not Occur if Photos of all Dead Sea Scrolls were Available", Biblical Archaeology Review 16:06 (1990), 16. - "Ascent to the Heavens and Deification in 4QMa", L. Schiffmann (ed.), Archaeology and History in the Dead Sea Scrolls (Sheffield: JSOT Press, 1990), 181–188. - "Why were hundreds of dogs buried at Ashkelon: a response to Lawrence Stager", Biblical Archaeology Review 17 (Nov/Dec 1991), 13–14. - "On the History of Angels", H. J. Blumberg et al. (eds.), “Open Thou Mine Eyes …”: Essays on Aggadah and Judaica Presented to Rabbi William G. Braude on His Eightieth Birthday and Dedicated to His Memory (Hoboken, NJ: Ktav, 1992), 285–294. - "Two Ascended to Heaven – Jesus and the Author of 4Q491", James H. Charlesworth (ed.), Jesus and the Dead Sea Scrolls (New York: Doubleday, 1992), 290–301. - "Were the Maccabees Priests?" Shaye J. D. Cohen (ed.), The Cult of Yahweh, Vol. 1: Studies in Historical Method, Ancient Israel, Ancient Judaism (Leiden – New York – Köln, 1996), 320–325. - "The Gentiles in Judaism 125 BCE–CE 66", W. Horbury, W. D. Davies & J. Sturdy (eds.), The Cambridge History of Judaism. III. The Early Roman Period (Cambridge: Cambridge University Press, 1999), 192–249. - "The Troublemakers", W. Horbury, W. D. Davies & J. Sturdy (eds.), The Cambridge History of Judaism. III. The Early Roman Period (Cambridge: Cambridge University Press, 1999), 501–568. |